# Calymperes sakaranae
Calymperes sakaranae là một loài rêu trong họ Calymperaceae. Loài này được Paris mô tả khoa học đầu tiên năm 1903.